# Wilhelm Auerbach (Lehrer)
Wilhelm Auerbach (* 1830; † 1903) war ein deutscher Turnlehrer an der Friedrich-Werderschen Gewerbeschule in Berlin, wo er unter anderem den jüngsten Sohn Theodor Fontanes unterrichtete.

## Leben
Er ist Namenspatron des Auerbachsaltos, der 1892 von Georg Har erstmals öffentlich gezeigt wurde. Auerbach war Schwimmlehrer am Pfuelschen Schwimmbad. 1871 veröffentlichte er das Buch „Das Schwimmen sicher, leicht und schnell zu erlernen. Zum Selbstunterricht für Jedermann“ mit zahlreichen Abbildungen. 1877 wurde das „Auerbachsche Wellenbad“ mit Sprungturm und dampfbetriebenem Schaufelrad am Plötzensee gegenüber des Militärbades eröffnet. 1883 folgte die Inbetriebnahme dreier Flussbäder am Luisenkanal, der neuen Verbindung zwischen Landwehrkanal und Spree, sowie an der Spree selbst. 1893 war Auerbach Mitgründer des „Centralvereins für Schulschwimmen“. 1899 gewährte der Berliner Magistrat dem fast mittellosen und inzwischen schwerhörigen „alten Auerbach“ laut Norddeutscher Allgemeinen Zeitung in Anerkennung seiner Verdienste ein jährliches Zubrot von 800 Mark. Auerbach verstarb 1903. Der nach ihm benannte Salto stand erstmals bei den Olympischen Spielen 1906 auf dem Programm.